# Kristiāns Fokerots
Kristiāns Fokerots (Kuldīga, 31 januari 2005) is een Letse beachvolleybalspeler. Hij won meerdere titels bij de junioren en werd in 2024 Europees kampioen bij de senioren.

## Carrière

### Jeugd en junioren
Fokerots speelde basketbal en zaalvolleybal, voordat hij met beachvolleybal begon. Tussen 2018 en 2024 maakte hij deel uit van verschillende Letse jeugdselecties op Europese kampioenschappen volleybal voor junioren. In 2020 nam hij deel aan zijn eerste internationale beachvolleybaltoernooi, toen hij met Kārlis Abelītis zilver won bij de EK onder 18 in İzmir. Een jaar later eindigde hij met Gustavs Auziņš in Ljubljana op de vierde plaats bij de EK onder 18. In 2022 werd hij met Auziņš zowel Europees kampioen onder de 18 in Loutraki als wereldkampioen onder de 19 in Dikili. Met Arturs Rinkevics won hij zilver bij de EK onder 22 in Vlissingen en met Olivers Bulgacs bereikte hij de achtste finales van de EK onder 20 in İzmir. Het jaar daarop behaalde hij met Bulgacs twee bronzen medailles bij de EK onder 22 in Timișoara en de EK onder 20 in Riga. Bij de WK onder 21 in Roi Et kwamen ze niet verder dan de groepsfase. In 2024 won Fokerots met Auziņš in Mysłowice de Europese titel onder de 20.

### Senioren
In 2022 debuteerde Fokerots aan de zijde van Edgars Točs in de Beach Pro Tour. Ze deden mee aan tien toernooien in de internationale competitie. Het duo won een bronzen medaille bij het Future-toernooi van Sohar en eindigde als vijfde bij het Future-toernooi van Madrid. Het jaar daarop speelde Fokerots nog een wedstrijd met Točs, waarna hij de rest van het seizoen een team vormde met Mārtiņš Pļaviņš. Bij drie Future-toernooien kwamen ze tot een toernooizege (Warschau), een derde plaats (El Alamein) en een vijfde plaats (Corigliano Rossano). Bij drie Challenge-toernooien in het najaar was een negende plaats in Chiang Mai het beste resultaat. In 2024 nam Fokerots met Auziņš in juni en juli deel aan drie Future-toernooien. Ze wonnen het toernooi van Baden, eindigden als tweede in Leuven en behaalden een vijfde plaats in Rakvere. In augustus werd hij met Pļaviņš Europees kampioen bij de senioren, nadat het duo zich via de reservelijst voor het toernooi geplaatst had. In de finale versloegen ze de Duitsers Nils Ehlers en Clemens Wickler, die een week daarvoor olympisch zilver hadden gewonnen. In het najaar deden Fokerots en Pļaviņš mee aan twee Elite16-toernooien in Brazilië. In Rio de Janeiro wonnen ze brons en in João Pessoa eindigden ze op een gedeelde vijfde plaats. Het daaropvolgende seizoen wonnen ze het Future-toernooi van Jūrmala en bereikten ze de kwartfinales van de Elite16-toernooien in Brasilia en Ostrava.

## Palmares
Kampioenschappen
- 2020:  EK U18
- 2022:  EK U22
- 2022:  EK U18
- 2022:  WK U19
- 2023:  EK U22
- 2024:  EK U20
- 2024:  EK

Beach Pro Tour
- 2022:  Sohar Future
- 2023:  Warschau Future
- 2023:  El Alamein Future
- 2024:  Baden Future
- 2024:  Leuven Future
- 2024:  Elite16 Rio de Janeiro
- 2025:  Jūrmala Future